# Nicolás Canto Carrillo
Nicolás Canto Carrillo (Calkiní, Campeche, 7 de diciembre de 1917-2013) fue un político y maestro mexicano, miembro del Partido Revolucionario Institucional (PRI). Entre varios cargos públicos, fue Senador y presidente municipal en su estado.

## Biografía
Realizó sus estudios de primaria en Calkiní, la secundaria en la ciudad de San Francisco de Campeche y luego en la Escuela Normal Rural «Justo Sierra Méndez» de Hecelchakán, de donde egresó como maestro normalista en la segunda generación de dicha institución. Se dedicó al ejercicio de la docencia durante los siguientes veinte años. Fue delegado sindical y secretario general de la sección 4 del Sindicato Nacional de Trabajadores de la Educación  (SNTE).
Fue regidor del ayuntamiento de Calkiní de 1944 a 1946; en 1947 fue elegido por primera ocasión diputado local, representando al Distrito 3 en la XXXIX Legislatura del Congreso del Estado de Campeche de 1947 a 1950. En 1950 fue elegido presidente municipal de Calkiní, ejerciendo el cargo para el periodo del 1 de enero de 1950 al 31 de diciembre de 1952. Fue secretario general de la Liga de Comunidades Agrarias y Sindicatos Campesinos, sección de la Confederación Nacional Campesina (CNC) en Campeche.
De 1956 a 1958 fue presidente estatal del PRI en Campeche, y de 1956 a 1959 fue diputado suplente a la XLII Legislatura del Congreso estatal, pero no fue llamado a ejercer el cargo en propiedad. En 1958 fue postulado candidato del PRI a Senador por Campeche en segunda fórmula, resultando elegido para las Legislaturas XLIV y XLV de dicho año al de 1964; en ellas fue secretario de la Gran Comisión; presidente de la comisión de Desarrollo Coperativo; 2o. secretario de las comisiones de Asuntos Navales; y, de Aseguradoras; y, suplente de las comisiones 2a. de Tabajo; de Bienes Nacionales; y, de Estudios Legislativos.
El 15 de mayo de 1965 el gobernador José Ortiz Ávila lo nombró secretario general de Gobierno, permaneciendo en el cargo hasta el 18 de abril de 1966, en que pasó a ser oficial mayor del mismo gobierno, pero dejó el cargo el siguiente 28 abril en que asumió el cargo de presidente municipal de Campeche, para terminar el periodo al 31 de diciembre de 1967. Posteriormente fue director de Asuntos Campesinos y delegado de la Secretaría de la Reforma Agraria en Campeche. Por segunda ocasión fue diputado local, por el Distrito 7 a la LI Legislatura local, de 1983 a 1986, y en la que fue presidente de la Gran Comisión.
Posteriormente, fue coordinador de Programas del DIF Campeche en el goiberno de Abelardo Carrillo Zavala, y de 1991 a 1997 fue presidente de la Comisión Estatal de los Pueblos Indígenas en el gobierno de Jorge Salomón Azar García.